# Excitebike: World Rally
Excitebike: World Rally, es un videojuego de carreras lanzado como un título de WiiWare para la consola de juegos Wii. Es el quinto y más reciente título de la serie de carreras Excite, y es el primero desde el Excitebike original en presentar carreras clásicas en 2D. El juego fue desarrollado por Monster Games y es su tercer juego desarrollado en la serie. El título fue anunciado a través de la edición NOA del Canal Nintendo en octubre de 2009, a través de un episodio de Nintendo Week, y fue lanzado poco después en Norteamérica el 9 de noviembre, en Japón el 2 de febrero de 2010 y en la región PAL el 5 de febrero.
World Rally toma prestado el mismo concepto que el título de carreras lanzado para NES en 1984. El diseño central del juego es el de un corredor de arcade de contrarreloj; es decir, en cada carrera los jugadores intentan llegar a la meta en el menor tiempo posible. En contraste con ese juego de NES, el juego incluía un modo multijugador en línea, donde los jugadores podían jugar de forma anónima a través de Internet o con amigos de manera similar a Mario Kart Wii. El juego recibió críticas mixtas a positivas de los críticos.

## Jugabilidad
World Rally sigue una premisa similar a la del título original del Nintendo Entertainment System lanzado en 1985. El diseño central del juego es el de un corredor arcade de contrarreloj, es decir, en cada carrera los jugadores intentan llegar a la línea de meta en el menor período de tiempo posible. La moto del jugador tiene dos opciones, un acelerador y una función turbo, esta última aumenta la temperatura del motor del jugador y el sobrecalentamiento hará que la bicicleta del jugador se detenga. Al igual que en Excite Truck y Excitebots, el juego clasifica a los jugadores por grados S, A, B, C y D que se determinan según el desempeño del jugador en las carreras. Solo obtener una calificación de B o superior permitirá al jugador avanzar a la siguiente etapa. Obtener un rango S desbloqueará un nuevo color de moto. Las carreras tienen lugar en diferentes pistas ficticias basadas en ubicaciones del mundo real como Londres, Estados Unidos, Japón y México.
World Rally incluía un componente en línea, donde los jugadores podían jugar de forma anónima a través de Internet o con amigos de manera similar a Mario Kart Wii. Dependiendo de en qué lugar terminaron, reciben puntos. Si los jugadores obtenían una cierta cantidad de puntos, se desbloqueaba un nuevo diseño de moto. Al igual que el título original, Excitebike: World Rally tiene un editor de niveles que permitía a los jugadores crear pistas y compartirlas a través de Internet. A diferencia del título original, no existe la opción de competir solo.

## Desarrollo
World Rally fue desarrollado por Monster Games y anunciado en octubre de 2009 a través de la edición NOA del Nintendo Channel, a través de un episodio de Nintendo Week. En una entrevista en el blog Retro Gaming de 1UP, los desarrolladores del juego "querían abordar este proyecto desde cero y aprovechar las nuevas capacidades de la Wii: los gráficos en 3D, los controles de movimiento y la disponibilidad de Wi-Fi para jugar" y "ser capaces de mejorar el juego de maneras que no eran posibles con el hardware original".

## Recepción
World Rally recibió críticas mixtas a positivas; el juego tiene una puntuación del 72% en GameRankings y una puntuación de 70/100 en Metacritic. En su revisión en IGN, Craig Harris le dio al juego un 7.9/10 y lo llamó "una de las mejores ofertas de WiiWare disponibles". Christian Donlan de Eurogamer le dio al juego un 7/10 y dijo: "Eso es más o menos aplicable a la experiencia más amplia, de verdad. Al igual que el original de Nintendo, ExciteBike: World Rally es simplemente divertido. Esto no es Trials HD, pero aún así es genial para jugar como un divertido juego de pasar el control, y agradable haberlo pegado en una tarjeta SD para una lluviosa tarde de domingo cuando no hay reposiciones de Columbo para ver en la televisión. Nostálgico, colorido y modesto, esto es un juego retro en su forma menos tímida". Ryan Scott de GameSpy, sin embargo, le dio al juego 2 estrellas y dijo que el juego fue divertido durante unos minutos; Ryan calificó el juego como "una nueva versión sin complicaciones de un juego que no envejeció demasiado bien" y agregó que "nada es realmente nuevo o cautivador aquí. Se siente como un cobro a medias diseñado para aprovecharse de nuestra nostalgia, no muy diferente de Teenage Mutant Ninja Turtles: Turtles in Time Re-Shelled. No es más que una curiosidad, diversión durante los minutos previos a darse cuenta de lo mal que ha envejecido Excitebike".